# Port de Rijeka
Le port de Rijeka (en croate : Luka Rijeka ; en italien : Porto di Fiume) est un port situé à Rijeka en Croatie, sur le littoral de la baie de Kvarner dans la mer Adriatique. Les première traces de ce port datent de 1281. Il fut le principal port du royaume de Hongrie au XIXe siècle et au début du XXe siècle, de la Yougoslavie entre la Seconde Guerre mondiale et 1991, et de la Croatie depuis l'indépendance. Il est aujourd'hui le plus grand port de Croatie avec un flux de marchandises de 13,6 millions de tonnes (en 2020), principalement des cargaisons de pétrole, générales et en vrac, et 344 091 équivalent vingt pieds (EVP).

## Histoire

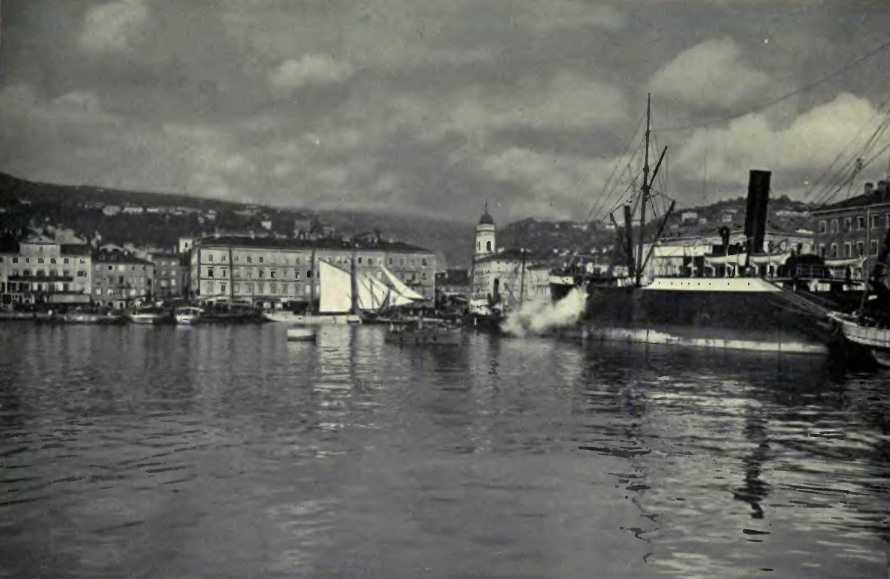
Photographie de 1923 du port de Rijeka.

La première trace d'un port à Rijeka remonte à 1281, lorsque le Maggior Consiglio de la république de Venise rapporta un conflit de marchands et de propriétaires de navires vénitiens, en provenance de Zadar et de Rab. En 1719, le port de Rijeka se voit accorder une location en tant que port libre par l'empereur du Saint-Empire romain germanique Charles VI, et la première route connectant le port à l'arrière-pays est complétée en 1728. Les connexions terrestres sont approfondies par la construction des routes de la Joséphine et de la Louisiane, respectivement en 1779 et en 1810.

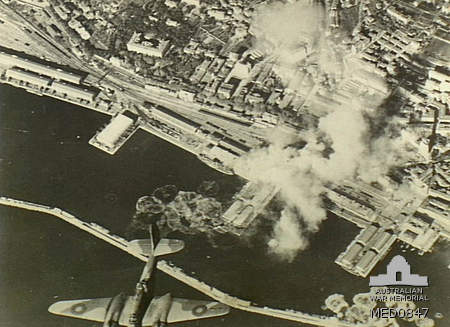
Bombardement du port de Rijeka par la Royal Air Force, en 1944.

En 1776 Rijeka devient un corpus separatum au sein de la monarchie des Habsbourg, et est transférée au royaume de Hongrie afin d'encourager le commerce. Suivant le compromis austro-hongrois de 1867, Rijeka bénéficie d'une grande importance en devenant l'unique port hongrois. Dans la seconde moitié du XIXe siècle, un nouveau port artificiel est édifié, ainsi que des lignes de chemin de fer en direction de Budapest depuis Zagreb et vers Pivka (aujourd'hui en Slovénie), où le chemin rejoint la Ligne méridionale de chemin de fer autrichienne et connecte Vienne et Trieste. Également, un grand brise-lames est construit aux côtés des quais dans la ville-même de Rijeka, déplaçant le littoral entre 100 et 200 mètres de distance. Le développement de cette période hisse le port de Rijeka à la dixième place des ports européens en quantité de marchandises, atteignant son paroxysme en 1913,,,. L'infrastructure du chemin de fer est construite au nord du port, aux côtés des installations de stockage et des bâtiments administratifs. Les infrastructures du chemin de fer sont conçues par Jozsef Bainsville et le port lui-même par Hilarion Pascal (qui avait précédemment imaginé le port de Marseille), et Antal Hajnal. La conception est présentée aux Expositions universelles de 1873 à Vienne et de 1878 à Paris.
Après la défaite de l'Autriche-Hongrie lors de la Première Guerre mondiale et le traité de Rapallo de 1920, Rijeka devient une cité indépendante sous le nom d'État libre de Fiume. La ville décline dès lors, perdant une grande part de son principal marché, la Hongrie. Le traité de Rome de 1924 permet à l'Italie d'annexer Rijeka, et le port se retrouve isolé géographiquement, aucune ligne de chemin de fer ou route ne le reliant au reste du pays, en plus d'un déclin économique entamé,.
Pendant la Seconde Guerre mondiale, Rijeka est visée par approximativement 30 raids aériens alliés. Lors de leur retraite en 1945, les Allemands endommagent près de 90 % des infrastructures du port. Parmi les navires coulés dans le port figure le croiseur allemand Kiebitz, qui est plus tard réparé et renommé le Galeb. La ville de Rijeka achète le navire, qui est amarré et ouvert comme musée en 2011.
Suivant la Seconde Guerre mondiale et le traité de Paris de 1947, Rijeka devient une partie de la république socialiste de Croatie en Yougoslavie. Cette intégration offre un nouveau marché et un vif développement au port de Rijeka. Un terminal de vrac est terminé en 1967, suivi d'entrepôts à Škrljevo en 1978. En 1979 sont édifiés un terminal conteneur à Susak, un terminal de phosphate à Rijeka ainsi qu'un terminal d'exploitation du bois à Bršica. S'ajoute un terminal de bétail également à Bršica et un terminal de cargaisons à roulier dans la zone de Bakar, respectivement en 1982 et en 1983. La plus grande quantité de marchandises est atteinte en 1980, lorsque 20,2 millions de tonnes, incluant 13,1 millions de tonnes de liquides, sont transportées. Le port souffre d'une période de stagnation dans les années 1990 en raison de la guerre de Croatie, et une partie de la clientèle du port se dirige vers Trieste et Koper. À partir de 1996, le volume de marchandises dans le port de Rijeka augmente à nouveau.
En 2011, Luka Rijeka, un concessionnaire du port de Rijeka, signe un contrat de coopération stratégique avec l'International Container Terminal Services (ICTSI) et Jadranska vrata, le second concessionnaire du port, afin de gérer le terminal-conteneur. Le partenariat vise à étendre les capacités du port à 600 000 équivalent vingt pieds (EVP). Le nouveau concessionnaire s'engage à construire les infrastructures nécessaires et à équiper le terminal-conteneur des eaux profondes de Zagreb en phase 1 et 2 (élargissement du littoral de 280 mètres et construction de l'équipement) et à garantir un trafic de 1 000 000 d'EVP dans les deux premières années du chantier.

## Autorité portuaire de Rijeka

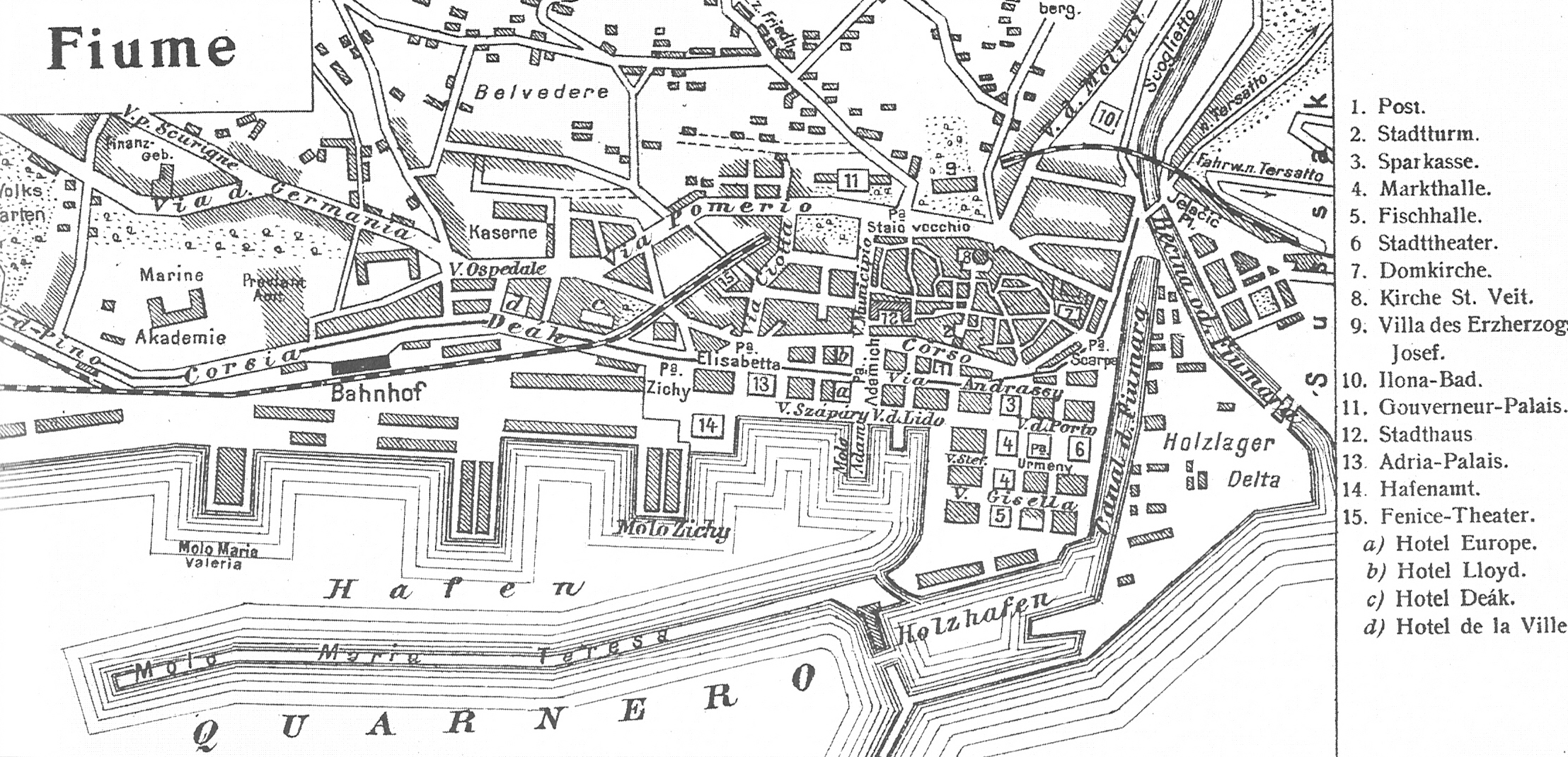
Le port de Rijeka, vers 1900.

L'autorité portuaire de Rijeka est fondée en 1996 par le gouvernement croate comme première autorité portuaire du pays. Elle est chargée de la planification et du développement stratégiques, incluant la délivrance des concessions et des permis, la supervision, la sécurité de la navigation dans la zone portuaire, la sécurité et la protection au feu, ainsi que l'entretien des déchets. Les opérations financières sont assurées par les concessionnaires du port : Luka Rijeka, Jadranski naftovod et Jadranska vrata et leurs sous-traitants.
En mars 2010, les autorités portuaires de Trieste, de Ravenna, de Venise et de Koper instaurent la North Adriatic Ports Association (NAPA) à Trieste, dans l'objectif d'améliorer la place des ports dans l'Union européenne et les modèles de transport[réf. nécessaire]. Le port de Rijeka rejoint la NAPA en novembre 2010. La NAPA vise à harmoniser les systèmes d'information et l'organisation des ports-membres afin d'encourager le trafic maritime. Le projet devait être terminé en 2013. Le port de Rijeka est également membre du réseau EcoPorts de l'European Sea Ports Organisation, l'International Harbour Masters' Association, Association Internationale Villes et Ports, l'Association croate des autorités portuaires et l'International Association of Ports and Harbors.
L'autorité portuaire de Rijeka dirige un centre de contrôle du trafic, situé dans le nouveau terminal passager. Le système de contrôle du trafic comprend une charte électronique navigationnelle qui utilise des détecteurs de radar et un système d'identification automatique, ainsi qu'un système à très haute fréquence, des données hydrométéorologiques, et de la vidéosurveillance régulant le port et les systèmes de traitement de données. En 2011, l'autorité portuaire de Rijeka est classée comme l'une des quatre autorités portuaires de l'année au niveau global.